# Gynoplistia (Gynoplistia) capreolus
Gynoplistia (Gynoplistia) capreolus is een tweevleugelige uit de familie steltmuggen (Limoniidae). De soort komt voor in het Australaziatisch gebied.